# Jarawa
Jarawa, domorodački narod koji žive na sjevernoj strani Južnog i Srednjog Andamana u Bengalskom zaljevu. Procjene govore kako ih ima između 250 i 400. Bili su nekontaktirani sve do 1998. godine. Govore jezikom jarawa. Lukom i strijelom love svinje, varane i ribe. Skupljaju sjemenke, bobice i med. Žive nomadski, u skupinama od 40 do 50 ljudi.
1970. izgrađena je autocesta kroz njihovu šumu. Vjeruje se da su preci naroda Jarawa i drugih preostalih naroda andamanskih otoka stigli iz Afrike prije 55 000 do 60 000 godina. Oni sebe nazivaju ang, što znači ljudsko biće, iako ih pohlepni vlasnici turističkih agencija tretiraju kao životinje u rezervatu. Jarawa znači gosti. Kako bi polugole domorotkinje natjerali na ples turisti im bacaju ostatke hrane, a novac koji zarade oduzimaju im korumpirani policajci u zamjenu za duhan. Stoga borci za domorodačka prava vrše pritisak na indijsku vladu da ih ostavi u izolaciji i na miru.